# 鲁珉
鲁珉（1926年11月12日—2000年12月21日）原名刘振治，后改名刘振渊，又改名鲁珉，生于山东省龙口市龙港街道（原龙口镇）邹刘村。中国人民志愿军空军一级战斗英雄、特等人民功臣，后曾任中国人民解放军空军司令部作战部部长，1971年9月因九一三事件而被隔离审查，1980年被判处有期徒刑10年。

## 生平
1945年9月，鲁珉进入解放区的山东大学学习。1946年8月加入中国共产党，奉调至中国东北。随后，他参军并进入航校，先后在牡丹江老航校、锦州第三航校干部班学习。1951年3月从航校毕业后，被分配到中国人民解放军空军航空兵第十二师第三十六团一大队担任大队长。
1952年3月，鲁珉参加抗美援朝战争。同年7月任中国人民解放军空军航空兵第十二师技术检查主任。1952年12月，中国人民志愿军空军某部大队长鲁珉在五次空战中，连续击落5架美国佩刀式（F-86型）喷气机，获得中国人民志愿军空军领导机关颁发的“特等人民功臣”、“打佩刀式敌机的能手”、“志愿军空军一级战斗英雄”称号。朝鲜民主主义人民共和国政府授予他二级自由独立勋章。
1953年12月，鲁珉任中国人民解放军空军航空兵第十二师第三十六团副团长（团长缺位）。1955年3月，任中国人民解放军空军航空兵第十二师第三十四团代团长、团长。1956年6月23日，中国人民解放军空军航空兵第十二师第三十四团团长鲁珉在江西广丰、上饶地区击落了由葉拯民率領、自台湾飛入中國大陸的中华民国空军B-17型飞机1架，首创中华人民共和国国土防空作战中航空兵在夜间击落敌机的战例。
1959年2月，鲁珉任中国人民解放军空军航空兵第十二师副师长。1962年3月，任南京军区空军训练部副部长、党委书记。1968年冬，任南京军区空军司令部党委书记。1969年，任中国人民解放军空军司令部作战部部长（林立果任空军党办副主任兼作战部副部长）。1971年9月11日晚，空军司令部作战部部长鲁珉被叫到北京西郊机场的平房里，林立果、周宇驰、江腾蛟向鲁珉布置暗害毛泽东的密谋，鲁珉看到了他们出示的写有“盼照立果、宇驰同志传达的命令办。林彪，9月8日”手令。1971年九一三事件发生后，在9月18日以前，参与“五七一工程”的江腾蛟、王飞、胡萍、贺德全、朱铁铮、鲁珉、刘世英、郑兴和、程洪珍等人均被隔离审查。 
1971年9月14日14时，中华人民共和国外交部送来中国驻蒙古大使馆的电报，内称中国民航256号飞机（三叉戟）在蒙古人民共和国温都尔汗机毁人亡。当时，正参与处理九一三事件的中国人民解放军总政治部主任兼北京军区司令员李德生已两昼夜未睡，遂被安排至京西宾馆休息。李德生刚睡下，空军作战部部长鲁珉便来访，称要揭发重大问题。李德生回忆道，鲁珉当时眼睛红肿，见到李德生便大哭着说，“首长，我犯了滔天大罪，犯了杀头之罪，我参与了谋杀毛主席，全国人民都不会饶恕我的。”鲁珉还说他在9月11日当晚就被妻子用盐水擦红眼睛，以“急诊”的名义入住中国人民解放军空军总医院，以避免参与这一阴谋。周恩来读了李德生呈上的鲁珉揭发材料后说，鲁珉的揭发很重要。此后，李德生将鲁珉收审到位于北京西山的亚非学生疗养院，单辟一间房，允许鲁珉自由活动。后来，李德生又把鲁珉全家接到亚非学生疗养院，说是进行“保护”。毛泽东后来曾说：“林彪搞政变，有的是想幹不敢干，有的是叫幹不愿幹，鲁珉就是叫幹不愿幹。”
在审理林彪、江青反革命集团案时，1980年11月2日《中华人民共和国最高人民检察院特别检察厅起诉书》（特检字第一号）中称，1971年“九月八日至十一日，林立果、周宇驰先后在空军学院和西郊机场的秘密据点分别向刘沛丰、江腾蛟、王飞、李伟信和空军司令部作战部部长鲁珉、空军司令部办公室副主任刘世英、秘书程洪珍、〇一九〇部队政治委员关光烈等传达的武装政变手令，具体策划部署杀害毛泽东主席，并指派江腾蛟为上海地区第一线指挥，密谋用火焰喷射器、四〇火箭筒打毛泽东乘坐的火车；用炸药炸苏州附近的硕放铁桥；派飞机炸火车；炸毁专列在上海停车点附近的油库，乘混乱之机杀害毛泽东主席；或由王维国乘毛泽东主席接见时动手。”
1980年5月9日，中国人民解放军空军军事法庭以犯有积极参加反革命集团、阴谋颠覆政府、分裂国家罪，判处鲁珉有期徒刑10年，剥夺政治权利2年。刑期的执行自羁押时算起。
2000年12月21日，鲁珉逝世。

## 逸事
坊间传说鲁珉和鲁瑛（曾任《人民日报》总编辑）是兄弟，其实不然。鲁瑛1927年10月3日生于山东省黄县，原名刘殿松。鲁珉和鲁瑛是中学同学，当时鲁珉叫刘振渊，鲁瑛叫刘殿松。此外，他们班还有一位名叫曲道原的同学。他们三人都想到中国共产党领导的抗日根据地，想报考设在抗日根据地曲阜的山东大学。为避免赴抗日根据地连累到家人，他们三人决定改名，均改姓鲁，刘振渊改名鲁珉，刘殿松改名鲁瑛，曲道原改名鲁琦。三人临出发时，鲁琦被家人叫回，仅有鲁瑛和鲁珉奔赴抗日根据地，进入山东大学。在山东大学，鲁瑛被分配到第四班。后来，部队来挑人进入空军，鲁珉被选中，而鲁瑛因被传染上疥疮而未能通过体检，从而落选。